# International Network of Street Papers
International Network of Street Papers, förkortat INSP, är en paraplyorganisation som år 2022 samlade 92 gatutidningar, det vill säga tidningar som produceras för att säljas av hemlösa. Tidningarna såldes i 35 länder, publicerades på 25 språk och hade 3,2 miljoner läsare över hela världen.